# Adolfo Nicolás
Adolfo Nicolás Pachón (Villamuriel de Cerrato, 29 aprile 1936 – Tokyo, 20 maggio 2020) è stato un gesuita spagnolo, Preposito generale della Compagnia di Gesù dal 19 gennaio 2008 al 3 ottobre 2016.

## Biografia
La sua vita religiosa ha avuto inizio nel 1953, come novizio ad Aranjuez. I suoi studi sono proseguiti a Madrid e infine in Asia, specialmente a Tokyo, dove venne ordinato sacerdote all'età di 31 anni il 17 marzo 1967.
Nel 1968 torna a Roma, dove si ferma tre anni per studiare teologia presso la Pontificia Università Gregoriana. Nel 1971 torna a Tokyo dove viene nominato professore di teologia sistematica presso la Sophia University. Nel 1978 si trasferisce nelle Filippine dove diventa Direttore dell'Istituto pastorale di Manila, carica che ricopre fino al 1984.
Tra il 1993 e il 1999 è Superiore provinciale dei Gesuiti per il Giappone, mentre dal 2004 è presidente della Conferenza dei Provinciali dell'Asia Orientale e Oceania. In qualità di Moderatore, Padre Nicolás ha svolto funzioni per il suo Ordine in svariate nazioni, tra cui l'Australia, Cina, Giappone, Corea, Micronesia, Myanmar e Timor Est.
Oltre alla sua lingua madre (spagnolo), P. Nicolás parlava il catalano, inglese, italiano, francese e il giapponese.

### Preposito generale della Compagnia di Gesù
Al secondo turno di votazioni della 35ª Congregazione Generale (GC XXXV) della Compagnia di Gesù, Nicolás è stato eletto trentesimo Superiore Generale il 19 gennaio 2008, succedendo all'olandese P. Peter Hans Kolvenbach. Come da prassi, tale elezione è stata subito comunicata a papa Benedetto XVI, che ha confermato la carica. Molti hanno sottolineato le somiglianze tra Padre Nicolás e il precedente Preposito P. Pedro Arrupe, anch'egli missionario in Giappone; Nicolás ha descritto Arrupe, che aveva avuto come Padre Provinciale, quale "grande missionario, eroe nazionale, uomo di fuoco". Padre Nicolás è stato eletto alla guida di una congregazione composta da 18 500 gesuiti.

#### Ristrutturazione della Curia Generalizia
Nel marzo 2011, P. Nicolás ha inviato un comunicato globale per la revisione della Curia Generalizia e relativa ristrutturazione delle Segreterie, ivi compresa la creazione di nuove posizioni e di una commissione.

## Credenze e valori

### Opera missionaria
P. Nicolás ha affermato: "L'Asia ha ancora molto da offrire alla Chiesa, a tutta la Chiesa, ma noi non l'abbiamo ancora fatto. Forse non siamo stati abbastanza coraggiosi, oppure non abbiamo corso i rischi che dovevamo correre". In un articolo su Padre Adolfo Nicolás, il giornalista Michael McVeigh ha scritto che P. Nicolás ha avuto modo di esprimere la sua deprecazione per quei missionari che danno più importanza all'insegnamento e imposizione dell'ortodossia, piuttosto che aprirsi ad un'esperienza culturale con le popolazioni locali, e ha asserito, "Coloro che si inseriscono nelle vite della gente, iniziano ad esaminare la propria situazione molto seriamente, poiché vengono a contatto con l'umanità genuina della gente semplice e si rendono conto che tale umanità genuina trova una profondità di umiltà, onestà, e bontà, che non proviene dalle nostre risorse."
Nell'omelia della messa celebrata dopo la sua elezione a Superiore Generale, Nicolás ha sottolineato il servizio, basato sulla lettura delle Scritture di quel giorno, sulle parole di Sant'Ignazio di Loyola, e sull'insegnamento di papa Benedetto XVI che Dio è amore. Ha affermato: "Più diventiamo servitori, più piacere ha Dio". Soffermandosi ulteriormente sui passi biblici e dopo aver citato un aneddoto sull'esperienza coi poveri dell'Asia, P. Nicolás ha collegato la povertà con l'avere Dio come unica fonte di sostentamento, sottolineando che la forza del gesuita non è esteriore (nel potere, nei mass media, ecc.) né interiore (nella ricerca). "I poveri hanno solo Dio nel quale trovar forza. Per noi, dunque, solo Dio è la nostra forza."
Nicolás ha inoltre sviluppato le seguenti idee: il messaggio dei gesuiti è un "messaggio di salvezza" e la possibilità di discernere il tipo di salvezza che le persone si aspettano oggi. "Ci sono molti che sperano in una salvezza," dice Padre Adolfo Nicolás, "molti che dobbiamo ancora capire. Aprirci a questa realtà è la nostra sfida, la chiamata del momento attuale".

### Obbedienza a Roma
Dopo aver ricevuto un messaggio da papa Benedetto XVI che richiedeva alla Compagnia di Gesù di confermare la propria fedeltà al magisterium e alla Santa Sede, la Congregazione presieduta da P. Nicolás ha risposto: "La Compagnia di Gesù è nata dentro la Chiesa, viviamo nella Chiesa, siamo stati approvati dalla Chiesa e serviamo la Chiesa. Questa è la nostra vocazione... [Unità col papa] è il simbolo della nostra unione con Cristo. È inoltre la garanzia che la nostra missione non sia una 'piccola missione', un progetto solo dei gesuiti, ma la missione della Chiesa stessa."

### Teologia della liberazione
In un'intervista del novembre 2008 sul giornale El Periodico, Nicolás ha descritto la teologia della liberazione come una "risposta coraggiosa e creativa ad una situazione insostenibile di ingiustizie nell'America Latina." Questa affermazione ha suscitato controversie, poiché alcune forme di teologia della liberazione sono state denunciate da papa Giovanni Paolo II e da papa Benedetto XVI, quando quest'ultimo era ancora Prefetto della Congregazione per la Dottrina della Fede. Comunque, il Preposito Generale ha anche aggiunto: "Come per qualsiasi teologia, anche la teologia della liberazione deve maturare negli anni. È un peccato che non le sia stato dato un voto di fiducia e che presto le sue ali le vengano tagliate prima che abbia imparato a volare. Ha bisogno di più tempo".